# Sejerø (eiland)
Sejerø is een Deens eiland in het Kattegat, ten noordwesten van Seeland. Het eiland heeft een oppervlakte van 12,37 km², en er wonen 353 mensen (1.1.2015). Het is te bereiken per veerpont vanuit Havnsø naar de hoofdplaats Sejerby. De overtocht duurt een uur.
Het eiland vormt een parochie (sogn) op zich en ligt in de gemeente Kalundborg.
Er bevindt zich nauwelijks zoet water en geen natuurlijk bos op het eiland.

## Afbeeldingen

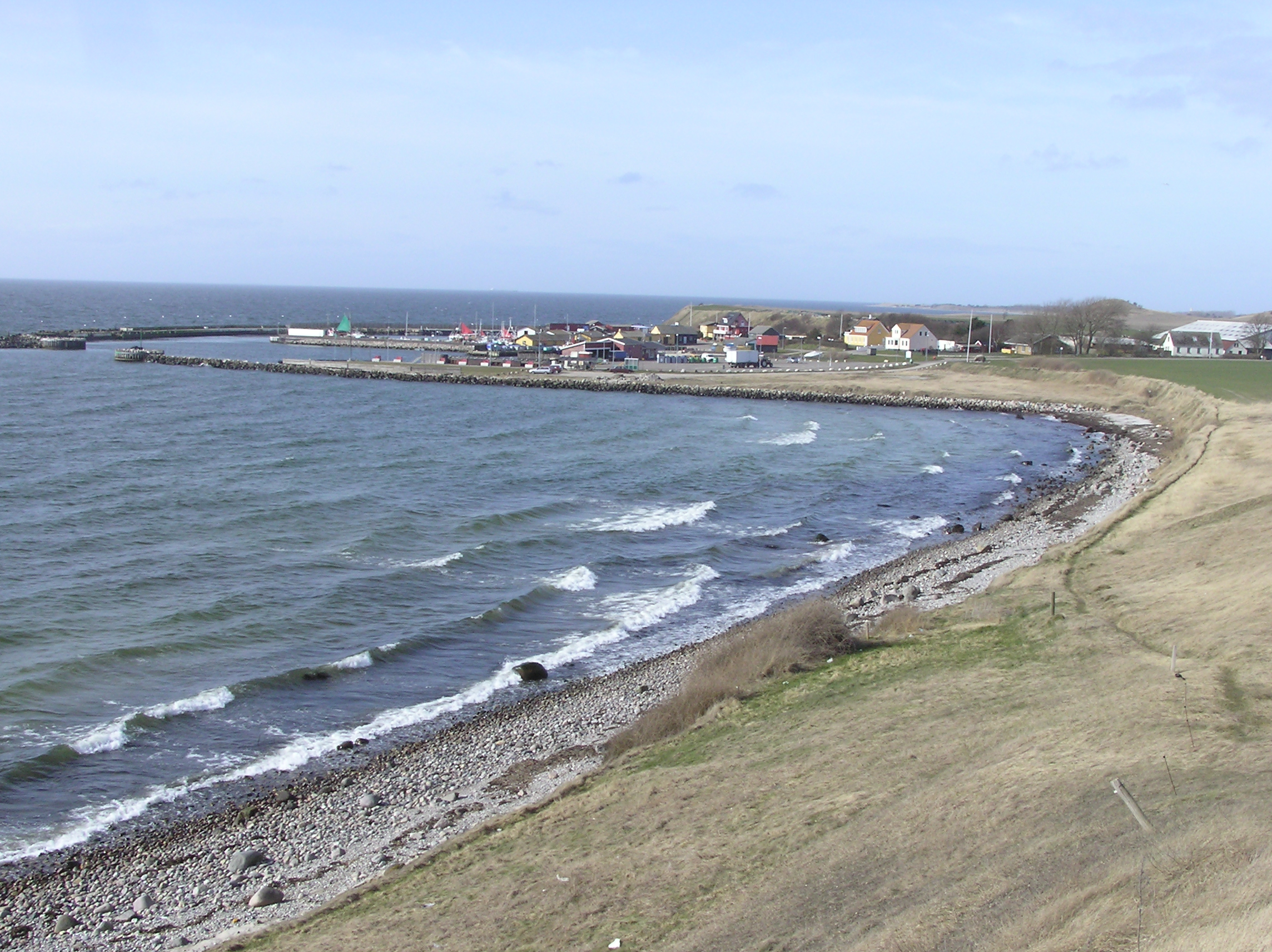
Haven
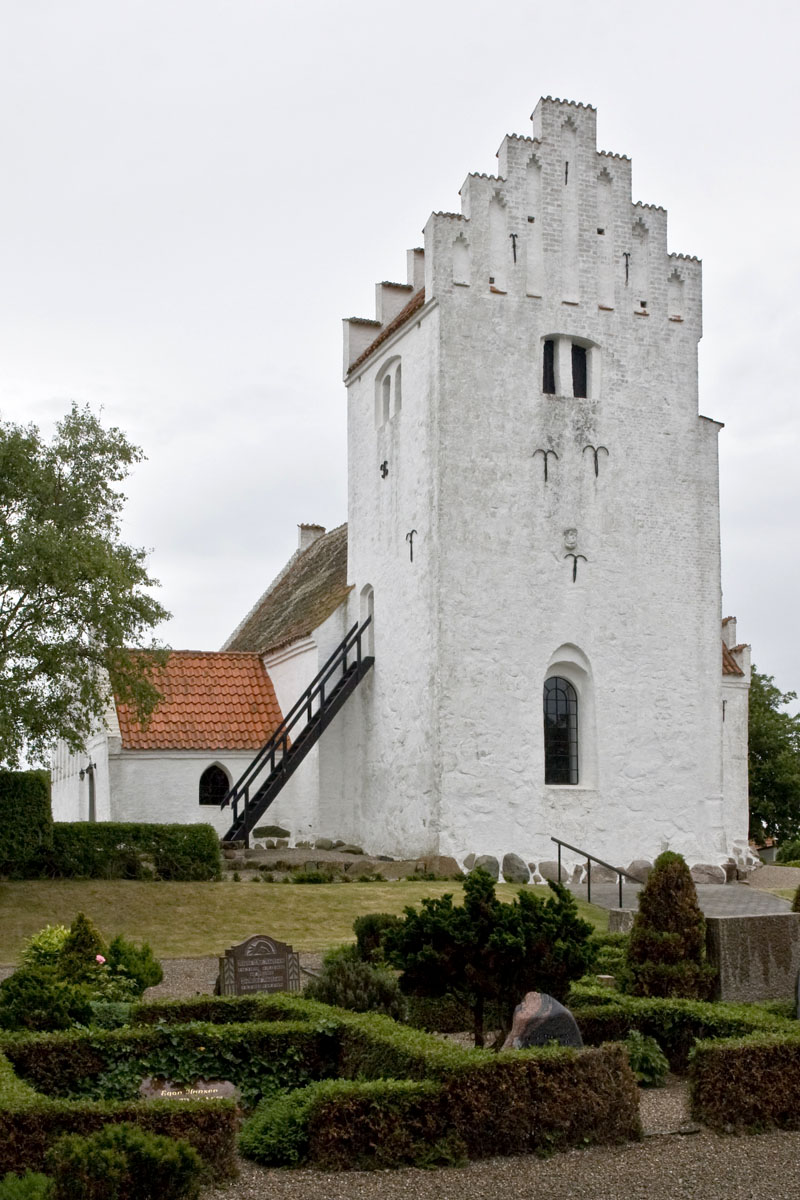
Kerk
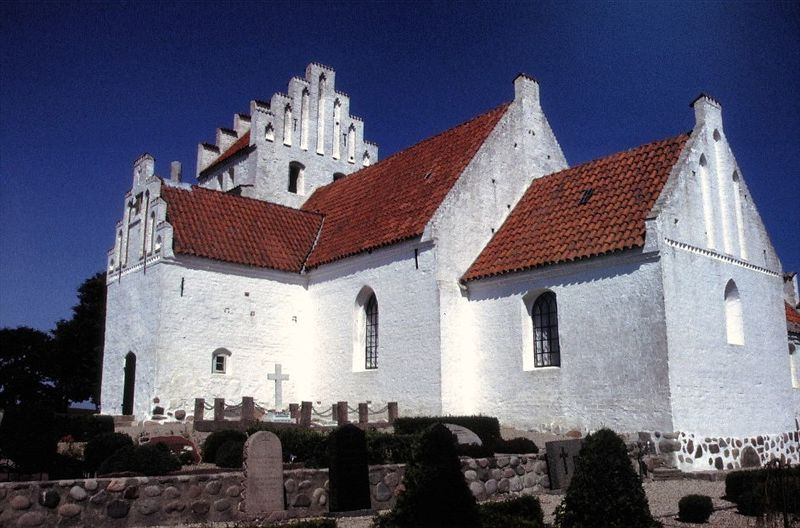
Kerk
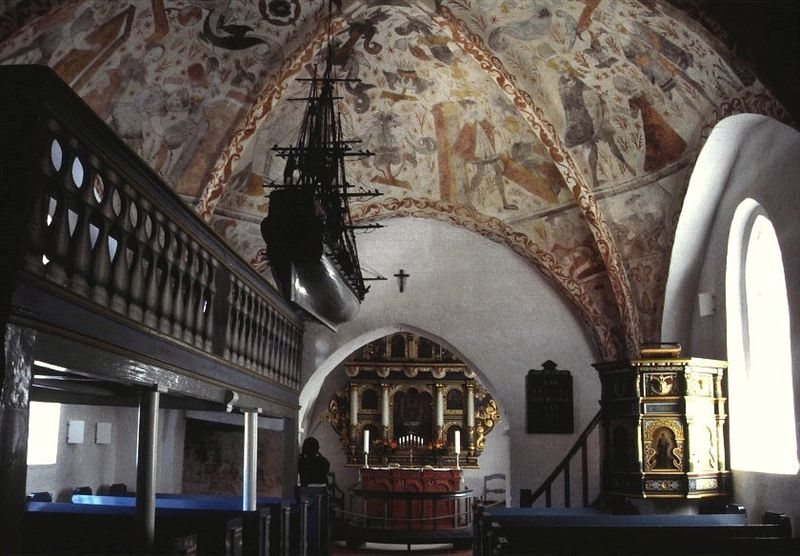
Interieur kerk
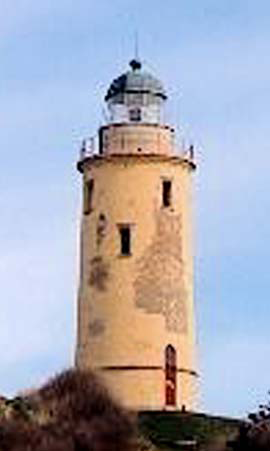
Vuurtoren
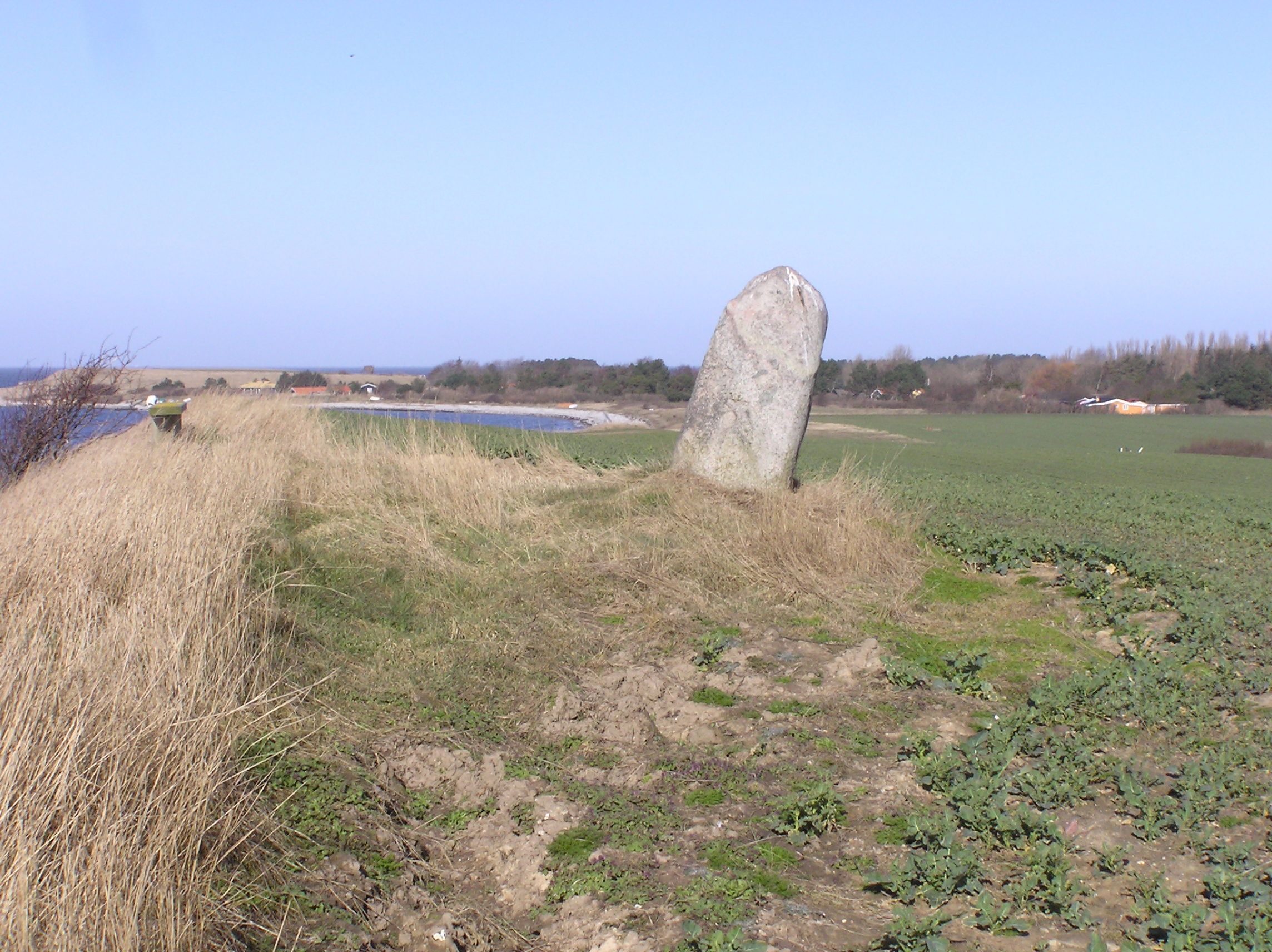
Tynebjergstenen
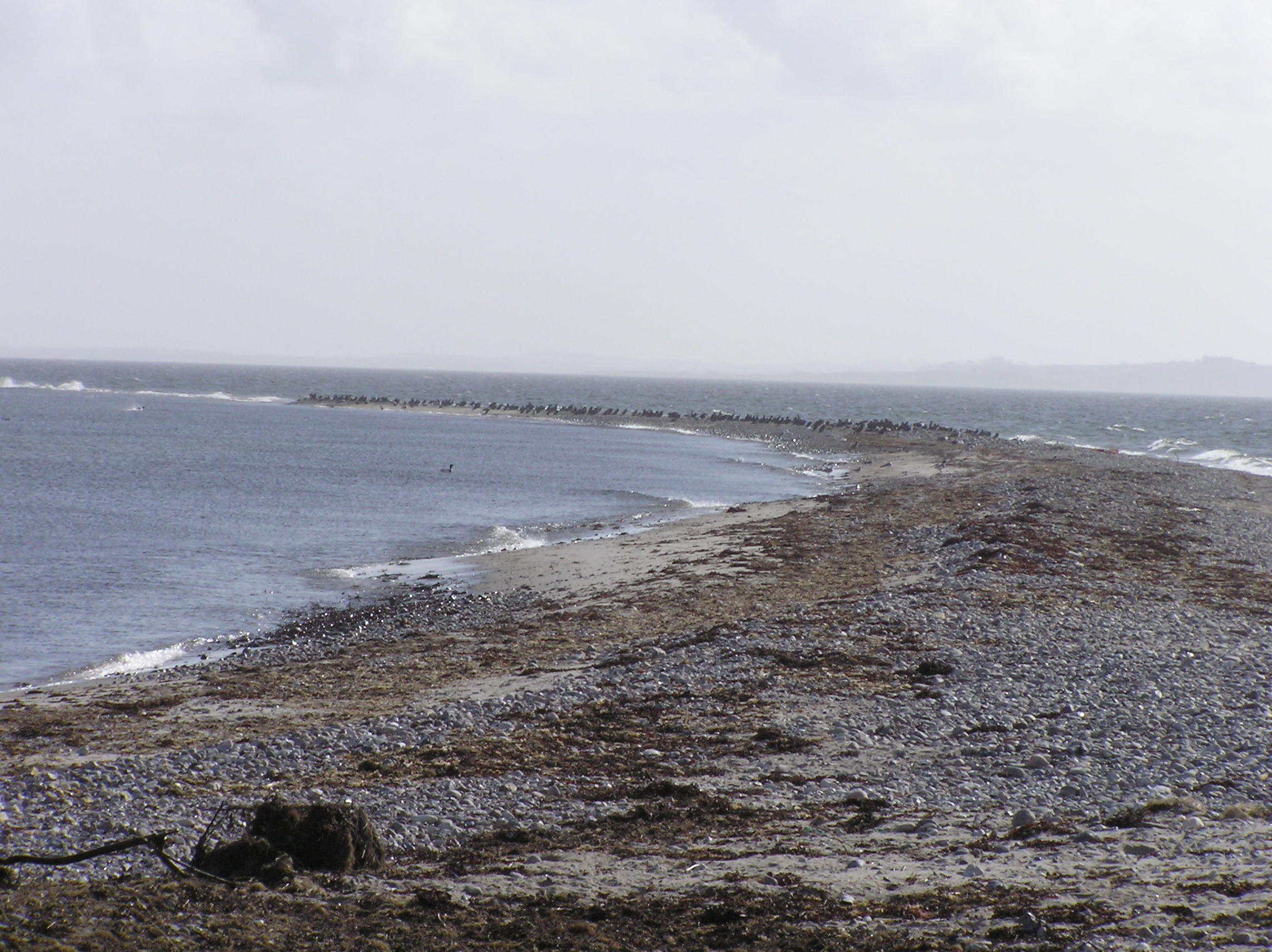
Zuidpunt van het eiland